# Barberaren från Bagdad
Barberaren i Bagdad (tyska: Der Barbier von Bagdad) är en komisk opera i två akter med musik av Peter Cornelius. Librettot – av tonsättaren – bygger på berättelser (29:e till 31:a natten) ur Tusen och en natt.

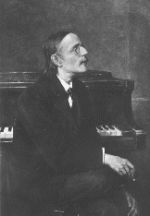
Peter Corenlius

## Historia
Cornelius var son till ett skådespelarpar och bodde efter faderns död hos sin farbror, den berömde målaren Peter von Cornelius. Tack vare sina goda språkkunskaper (han talade utmärkt franska) blev han Franz Liszts sekreterare och bodde hos honom i Weimar. Han översatte såväl Liszts artiklar som flera av dennes franska sångtexter till tyska. Liszt ville göra en kyrkotonsättare av honom och Cornelius komponerade flera mässor, som dock inte blev särskilt framgångsrika. År 1854 drog sig Cornelius undan till Thüringer Wald, där han översatte librettot till Berlioz' opera Benvenuto Cellini och komponerade sin egen komiska opera Barberaren i Bagdad. Liszt var inte förtjust i den; i den annars så humoristiskt sinnade världsmannens skapande verksamhet saknade det komiska större betydelse. Cornelius hade ursprungligen tänkt sig operan i en akt, men han tog råd av Liszt och utvidgade den till två. Den har i motsats till de flesta andra tyska komiska operor från denna tid ingen talad dialog. Cornelius såg sin opera som ett alternativ till andra i samtiden – framför allt Richard Wagners.
Operan hade urpremiär på Hoftheater i Weimar den 15 december 1858 och blev ett misslyckande, mycket på grund av intriger mot Liszt, som var dirigent. Eftersom Cornelius var omedveten om att operans fullständiga fiasko berodde på hovteaterdirektören Franz von Dingelstedts intriger tog han själv på sig skulden och trodde att fiaskot berodde på verkets bristande kvalitet. Operan nådde emellertid ingen framgång ens efter flera omarbetningar och nyorkestreringar, vilket berodde på att problemet inte stod att finna på det musikaliska eller textmässiga planet, utan i betydligt högre grad hade att göra med aversionen mot den nytyska skolan. Den sattes inte upp igen under komponistens livstid. Operan accepterades först när Hermann Levi vid uppförandet i München den 15 oktober 1885 återgick till den ursprungliga versionen. Operan sattes upp i New York 1890 och i London 1891. Även nyinsceneringen av originalversionen på Hoftheater i Weimar den 10 juni 1904 blev en framgång både hos publik och kritik. Barberaren i Bagdad spelas idag huvudsakligen på mindre tyska scener.

## Om operan
Trots att operan utspelas i Bagdad är Cornelius musik inte exotisk i samma mening som de tyska sångspelen från Mozart till Albert Lortzing. Cornelius använde sig också av en annan operagenre. Här saknas talad dialog, trots att librettot är genomkomponerat. Stycket saknar dock inte helt orientalisk lokalfärg. I orkesterförspelet till andra akten skildrar Cornelius musikaliskt stämningen i Bagdad vid middagstid. Ännu mer exotisk färg får librettot av de turkisk-arabiska namnen och av det medvetet överdrivna språkbruket (Cornelius var en framstående litteratör och lingvist).
Kärleksduetten dyker upp relativt sent, i sista tredjedelen av operan. Margiana har visserligen bara några få minuters solosång i operan, men hennes parti är på intet sätt obetydligt. Till Cornelius nya, infallsrika idéer hör att låta den traditionsrika kärleksduetten följas av ytterligare en, som dock avbryts av att barberaren börjar sjunga medan han håller vakt på andra sidan gatan.
I slutet av första akten beger sig Nureddin till barberaren. Den babblande barberaren driver med sitt oavbrutna pladder Nureddin nära nog till ett nervsammanbrott. Musikaliskt sett är den långa rakscenen intressant genom att barberaren snabbt och rytmiskt skanderar sina repliker, medan den förälskade Nureddin sjunger långa melodiska fraser med bara några enstaka ord. Rollerna blir sedan ombytta när barberaren blir allt mer talträngd och Nureddin allt ilsknare över att det tar så lång tid.

## Personer
- Kalifen (baryton)
- Baba Mustafa, en qadi (tenor)
- Margiana, hans dotter (sopran)
- Bostana, qadins släkting (mezzosopran)
- Nureddin (tenor)
- Abul Hassan Ali Ebn Bekar, barberare (bas)
- Tre muezziner (basstämma, 2 tenorer)
- En slav (tenor)
- Fyra beväpnade män (2 tenorer, 2 basar)

## Handling
Operan utspelar sig i Bagdad vid tiden för Tusen och en natt.
Akt I
Nureddin är förälskad i Margiana, qadins dotter. Eftersom han inte hyser någon förhoppning om att kunna få henne till hustru, sitter han för sig själv och dagdrömmer. Men när Bostana, en av Margianas väninnor, låter honom veta att den tillbedda väntar honom till ett möte när muezzinen ropar ut bönestunden och hennes far beger sig till moskén, förvandlas självmordskandidaten till en levnadsglad ung man. För att göra sig så vacker som möjligt för sin älskade, beger han sig till stadens främste barberare, Abul Hassan. Denne pratar mer än han arbetar, men sätter igång med en dramatisk försköningstur och frågar ut Nuneddin om dennes kärleksproblem. När Abul Hassan sedan insisterar på att slå följe med Nureddin tvingas denne fundera ut en list för att bli av med honom: Han lurar i barberaren att denne lider av en svår sjukdom och rekommenderar honom att gå till sängs.
Akt II
Margiana och Bostana väntar ivrigt på Nureddin. Under tiden har den av fadern tilltänkte brudgummen, den rike Selim från Damaskus, låtit sända en skattkista som morgongåva till Margiana. Qadin hinner knappt lämna huset för bönestunden förrän Nureddin dyker upp. Men barberaren har i hemlighet följt efter honom och håller vakt utanför huset. Plötsligt återvänder qadin oväntat och pryglar en av sina slavar på grund av en sönderslagen vas. Barberaren tror att hans skyddsling befinner sig i fara och går in i huset. Han får reda på att Nureddin befinner sig i kistan och anklagar qadin för att ha mördat denne. Kalifen kommer dit för att bilägga tvisten. Han låter öppna kistan och fäller sin dom: Eftersom qadin har sagt att kistan och dess innehåll tillhör hans dotter, så får hon behålla Nureddin som har gömt sig i den. Alla de närvarande blir inbjudna till bröllopet och kalifen tar den trogne barberaren i sin tjänst.